# Sylvains-les-Moulins
Sylvains-les-Moulins è un comune francese di 1 205 abitanti situato nel dipartimento dell'Eure nella regione della Normandia.

## Società

### Evoluzione demografica
Abitanti censiti